# Żabot

Żabot

Żabot (fr. jabot) – rodzaj ozdoby z udrapowanego materiału (muślin, jedwab, czasem z koronką), mocowanej pod szyją na przodzie sukni lub bluzki damskiej bądź na przodzie koszuli męskiej zakrywającej zapięcie  na piersiach, widocznej w wycięciu wierzchniego stroju.
Pojawił się w męskim stroju dworskim w końcu XVII wieku we Francji, najbardziej okazałą formę przybrał w XVIII wieku.
Pod koniec XVIII wieku stał się węższy i mniej rozbudowany. Stracił popularność w okresie rewolucji francuskiej. Powrócił ponownie na początku XIX wieku, szczególnie modny był w okresie secesji. Nowością były żaboty plisowane. Noszono je głównie do stroju wieczorowego (do fraka). Pod koniec XIX wieku pojawił się w strojach kobiet. Żabot był modny kilkakrotnie w XX wieku. W dalszym ciągu bywa elementem oficjalnych strojów nawiązujących do ubiorów historycznych.
W Polsce koronkowy żabot w męskim stroju dworskim pojawił się za panowania Stanisława Augusta, utrzymał się w ciągu XIX stulecia aż do fin de siècle'u, a następnie odrodził się w modzie młodzieżowej w latach 60. XX wieku, w okresie szczytowej popularności Beatlesów.
Zróżnicowany kolorystycznie żabot stanowi obecnie element polskich strojów sądowych, wizualnie określający funkcję prawną:
- dla adwokata – kolor zielony[6],
- dla prokuratora – kolor czerwony[7],
- dla sędziego – kolor fioletowy[8][9],
- dla radcy prawnego – kolor niebieski[10],
- dla radcy i starszego radcy Prokuratorii Generalnej Rzeczypospolitej Polskiej – kolor błękitnoszary[11],
- dla sędziego Trybunału Konstytucyjnego – barwy narodowe w kolorze białym i czerwonym[12].

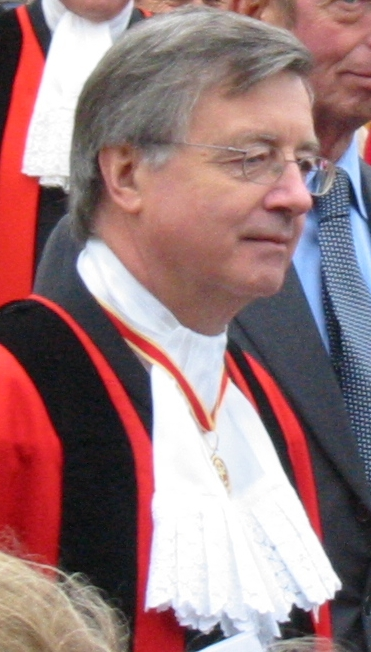
Żabot jako część ubioru Philipa Bailhache, baliwa Jersey
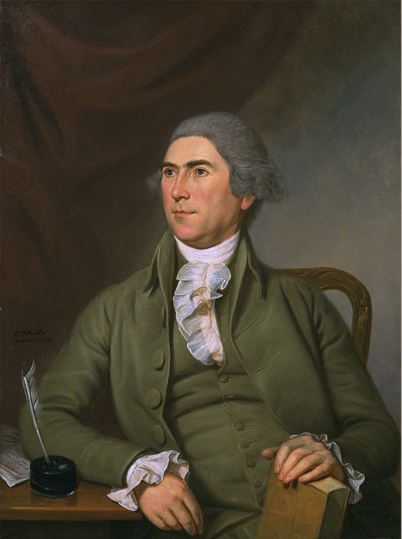
Charles Pettit w osiemnastowiecznej męskiej koszuli z żabotem
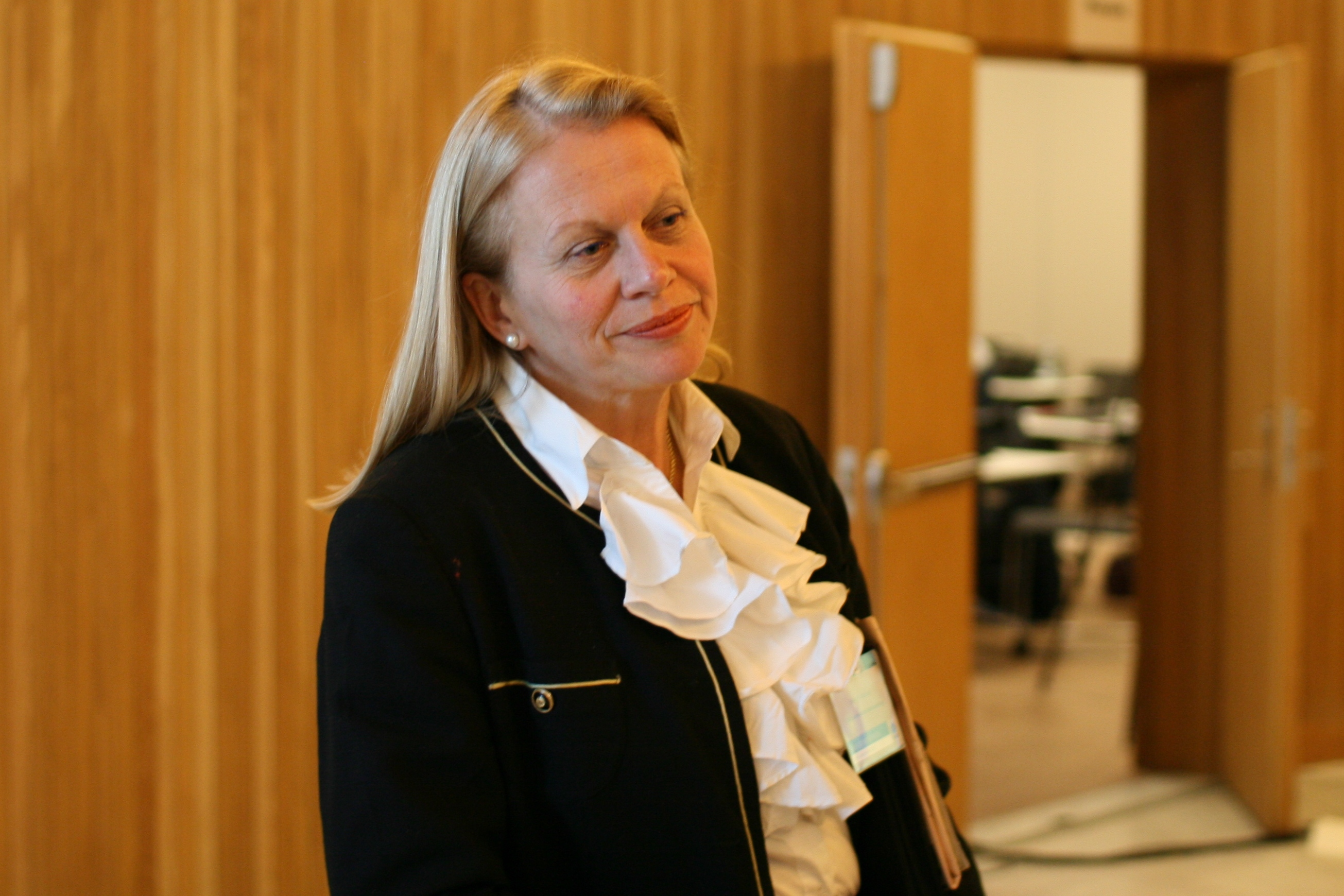
Janne Haaland Matlary we współczesnej damskiej koszuli z żabotem